# أزوفسكايا
أزوفسكايا (بالروسية: Азовская) هي مدينة في مقاطعة كراسنودار كراي في روسيا.